# Lijst van gemeentelijke monumenten in Tilburg (gemeente)
De gemeente Tilburg (gemeente) kent 383 gemeentelijke monumenten. Hieronder een overzicht. 

## Berkel-Enschot
De plaats Berkel-Enschot kent 25 gemeentelijke monumenten:
| Object                                                                                         | Bouwjaar              | Architect                               | Locatie                    | Coördinaten                  | Nr.       | Afbeelding                                                                                     |
| ---------------------------------------------------------------------------------------------- | --------------------- | --------------------------------------- | -------------------------- | ---------------------------- | --------- | ---------------------------------------------------------------------------------------------- |
| Wit-gele Kruisgebouw                                                                           | 1956                  | C.J.W. Panis                            | Abdijlaan 21               | 51° 35' 0" NB, 5° 8' 16" OL  | 0855/2679 | Wit-gele Kruisgebouw                                                                           |
| Langgevelboerderij                                                                             | 1885                  |                                         | Berkelseweg 21             | 51° 35' 21" NB, 5° 9' 4" OL  | 0855/540  | Upload foto                                                                                    |
| Langgevelboerderij                                                                             | 1880                  |                                         | Bosscheweg 12              | 51° 34' 36" NB, 5° 8' 37" OL | 0855/723  | Upload foto                                                                                    |
| Burgemeesterswoning                                                                            | 1948                  | C.J.W. Panis                            | Bosscheweg 24              | 51° 34' 32" NB, 5° 8' 26" OL | 0855/2683 | Upload foto                                                                                    |
| Woonhuis                                                                                       | 1933                  |                                         | Bosscheweg 29              | 51° 34' 30" NB, 5° 8' 28" OL | 0855/321  | Upload foto                                                                                    |
| Woonhuis                                                                                       | 1905                  |                                         | Bosscheweg 39              | 51° 34' 6" NB, 5° 7' 16" OL  | 0855/322  | Upload foto                                                                                    |
| Langgevelboerderij                                                                             | 1821                  |                                         | Brem 1                     | 51° 35' 57" NB, 5° 8' 46" OL | 0855/714  | Upload foto                                                                                    |
| Woonhuis                                                                                       | 1911                  |                                         | Burgemeester Brendersstr 2 | 51° 35' 26" NB, 5° 8' 39" OL | 0855/679  | Upload foto                                                                                    |
| Voormalig Gemeentehuis met veldwachterswoning                                                  | 1876                  |                                         | Burgemeester Brendersstr 5 | 51° 35' 26" NB, 5° 8' 40" OL | 0855/681  | Voormalig Gemeentehuis met veldwachterswoning                                                  |
| Langgevelboerderij                                                                             | 1871                  |                                         | De Kraan 94                | 51° 35' 21" NB, 5° 7' 58" OL | 0855/676  | Upload foto                                                                                    |
| Langgevelboerderij                                                                             | 1875                  |                                         | Enschotsebaan 1a           | 51° 34' 41" NB, 5° 8' 4" OL  | 0855/726  | Upload foto                                                                                    |
| Langgevelboerderij met Vlaamse schuur                                                          | 1875                  |                                         | Enschotsebaan 1            | 51° 34' 41" NB, 5° 8' 5" OL  | 0855/283  | Langgevelboerderij met Vlaamse schuur                                                          |
| Langgevelboerderij met bakhuis                                                                 | 1890                  |                                         | Enschotsebaan 6            | 51° 34' 35" NB, 5° 7' 48" OL | 0855/284  | Langgevelboerderij met bakhuis                                                                 |
| Langgevelboerderij                                                                             | ca. 1857              |                                         | Generaal Eisenhowerweg 1   | 51° 35' 0" NB, 5° 8' 46" OL  | 0855/549  | Langgevelboerderij                                                                             |
| Langgevelboerderij                                                                             | ca. 1869              |                                         | Heuvelstraat 10            | 51° 35' 50" NB, 5° 8' 19" OL | 0855/718  | Langgevelboerderij                                                                             |
| Caeciliaschool                                                                                 | 1955 / 2001           | H.W. en G. Valk                         | Kerkstraat 6 a-f           | 51° 34' 39" NB, 5° 8' 9" OL  | 0855/2680 | Caeciliaschool                                                                                 |
| Gedenksteen uit de vm. "Torentjeshoef"                                                         | 1654                  |                                         | Oranjesingel 33            | 51° 35' 7" NB, 5° 8' 38" OL  | 0855/684  | Upload foto                                                                                    |
| Vm. stationskoffiehuis met geitenstal                                                          | eind 19e eeuw         |                                         | Raadhuisstraat 1           | 51° 35' 25" NB, 5° 8' 9" OL  | 0855/762  | Vm. stationskoffiehuis met geitenstal                                                          |
| Vm. keuterboerderij                                                                            | ±1875                 |                                         | Raadhuisstraat 22          | 51° 35' 19" NB, 5° 8' 16" OL | 0855/287  | Vm. keuterboerderij                                                                            |
| Woonhuis                                                                                       | 1925                  |                                         | Raadhuisstraat 32          | 51° 35' 14" NB, 5° 8' 22" OL | 0855/288  | Woonhuis                                                                                       |
| Woonhuis                                                                                       | ±1920                 |                                         | Raadhuisstraat 42          | 51° 35' 12" NB, 5° 8' 24" OL | 0855/289  | Woonhuis                                                                                       |
| Pastorie, Heilig Hartbeeld, begraafplaats. Kerk, orgel en luidklokken sinds 2010 rijksmonument | 1857 (kerktoren) 1910 | H.J. van Tulder (toren) J. Stuyt (kerk) | Sint Willibrordstraat 1-3  | 51° 35' 26" NB, 5° 8' 37" OL | 0855/687  | Pastorie, Heilig Hartbeeld, begraafplaats. Kerk, orgel en luidklokken sinds 2010 rijksmonument |
| Boerderij                                                                                      | ±1880                 |                                         | Sint Willibrordstraat 52   | 51° 35' 20" NB, 5° 8' 17" OL | 0855/301  | Boerderij                                                                                      |
| Voormalige dienstwoning Spoorwegen                                                             | 1866                  | wsl. K.H. van Brederode                 | Spoordijk 10               | 51° 34' 7" NB, 5° 8' 7" OL   | 0855/610  | Upload foto                                                                                    |
| Kruisbeeld                                                                                     | 1930                  |                                         | 't Zwaantje                | 51° 34' 46" NB, 5° 8' 13" OL | 0855/626  | Upload foto                                                                                    |
| Kruisbeeld                                                                                     | 1930                  |                                         | Udenhoutseweg/Heuvelstraat | 51° 36' 3" NB, 5° 8' 27" OL  | 0855/716  | Kruisbeeld                                                                                     |
| Langgevelboerderij met bakhuis en vlaamse schuur                                               |                       |                                         | Zeshoevenstraat 1          | 51° 36' 1" NB, 5° 8' 33" OL  | 0855/719  | Langgevelboerderij met bakhuis en vlaamse schuur                                               |

## Biezenmortel
De plaats Biezenmortel kent 17 gemeentelijke monumenten:
| Object                    | Bouwjaar | Architect | Locatie                 | Coördinaten                   | Nr.        | Afbeelding        |
| ------------------------- | -------- | --------- | ----------------------- | ----------------------------- | ---------- | ----------------- |
|                           |          |           | Biezenmortelsestraat 14 | 51° 37' 39" NB, 5° 10' 33" OL | 0788/WN001 |                   |
|                           |          |           | Biezenmortelsestraat 31 | 51° 37' 46" NB, 5° 10' 39" OL | 0788/WN002 |                   |
|                           |          |           | Biezenmortelsestraat 65 | 51° 38' 4" NB, 5° 11' 29" OL  | 0788/WN003 |                   |
| Kloostercomplex Beukenhof | 1922     |           | Capucijnenstraat 44     | 51° 37' 35" NB, 5° 10' 42" OL | 0788/WN004 | Meer afbeeldingen |
|                           |          |           | Capucijnenstraat 46     | 51° 37' 33" NB, 5° 10' 41" OL | 0788/WN005 | Upload foto       |
|                           |          |           | Capucijnenstraat 54     | 51° 37' 24" NB, 5° 10' 43" OL | 0788/WN006 | Upload foto       |
|                           |          |           | Capucijnenstraat 56     | 51° 37' 23" NB, 5° 10' 43" OL | 0788/WN007 | Upload foto       |
|                           |          |           | Gijzelsestraat 20       | 51° 37' 20" NB, 5° 12' 6" OL  | 0788/WN008 | Upload foto       |
|                           |          |           | Gijzelsestraat 22       | 51° 37' 18" NB, 5° 12' 9" OL  | 0788/WN009 | Upload foto       |
|                           |          |           | Hooghoutseweg 1         | 51° 36' 52" NB, 5° 10' 50" OL | 0788/WN010 |                   |
|                           |          |           | Hooghoutseweg 7         | 51° 36' 48" NB, 5° 11' 28" OL | 0788/WN011 | Upload foto       |
|                           |          |           | Hooghoutseweg 17        | 51° 37' 3" NB, 5° 11' 44" OL  | 0788/WN012 | Upload foto       |
|                           |          |           | Hooghoutseweg 19        | 51° 37' 2" NB, 5° 11' 45" OL  | 0788/WN013 |                   |
|                           |          |           | Winkelsestraat 3        | 51° 36' 44" NB, 5° 10' 8" OL  | 0788/WN014 | Upload foto       |
|                           |          |           | Winkelsestraat 6        | 51° 37' 3" NB, 5° 10' 26" OL  | 0788/WN015 | Upload foto       |
|                           |          |           | Winkelsestraat 15       | 51° 37' 4" NB, 5° 10' 25" OL  | 0788/WN016 | Upload foto       |
|                           |          |           | Winkelsestraat 25       | 51° 37' 15" NB, 5° 10' 47" OL | 0788/WN017 | Upload foto       |

## Tilburg
De plaats Tilburg kent 319 gemeentelijke monumenten, zie de lijst van gemeentelijke monumenten in Tilburg.

## Udenhout
De plaats Udenhout kent 22 gemeentelijke monumenten:
| Object                                                                 | Bouwjaar          | Architect      | Locatie                | Coördinaten                  | Nr.       | Afbeelding                                                             |
| ---------------------------------------------------------------------- | ----------------- | -------------- | ---------------------- | ---------------------------- | --------- | ---------------------------------------------------------------------- |
| Langgevelboerderij                                                     | 1878              |                | Berkelseweg 2          | 51° 36' 23" NB, 5° 8' 11" OL | 0855/282  | Upload foto                                                            |
| Woonhuis                                                               |                   |                | Groenstraat 11-11a-13  | 51° 36' 48" NB, 5° 8' 32" OL | 0855/351  | Woonhuis                                                               |
| Woonhuis                                                               |                   |                | Groenstraat 17         | 51° 36' 50" NB, 5° 8' 34" OL | 0855/285  | Woonhuis                                                               |
| Woonhuis met bedrijfsruimte                                            |                   |                | Groenstraat 48         | 51° 36' 51" NB, 5° 8' 39" OL | 0855/297  | Woonhuis met bedrijfsruimte                                            |
| Boerderij en schuur                                                    |                   |                | Groenstraat 88         | 51° 37' 2" NB, 5° 9' 1" OL   | 0855/1575 | Upload foto                                                            |
| Langgevelboerderij                                                     |                   |                | Groenstraat 94         | 51° 37' 11" NB, 5° 9' 20" OL | 0855/298  | Langgevelboerderij                                                     |
| Woonhuis met bedrijfsgedeelte                                          |                   |                | Groenstraat 101        | 51° 36' 60" NB, 5° 8' 54" OL | 0855/299  | Woonhuis met bedrijfsgedeelte                                          |
| Langgevelboerderij voormalige rijtuigenloods en paarden en varkensstal |                   |                | Haarensebaan 3         | 51° 36' 12" NB, 5° 9' 55" OL | 0855/270  | Langgevelboerderij voormalige rijtuigenloods en paarden en varkensstal |
| Woonhuis                                                               | ±1900 / 1974      | M. Boom (1974) | Kreitenmolenstraat 7   | 51° 36' 43" NB, 5° 8' 31" OL | 0855/269  | Woonhuis                                                               |
| Woonhuis                                                               | 4e kwart 19e eeuw |                | Kreitenmolenstraat 51  | 51° 36' 39" NB, 5° 8' 41" OL | 0855/267  | Woonhuis                                                               |
| Woonhuis met winkel                                                    | ±1900             |                | Kreitenmolenstraat 74  | 51° 36' 35" NB, 5° 8' 49" OL | 0855/268  | Woonhuis met winkel                                                    |
| Woonhuis                                                               | 4e kwart 19e eeuw |                | Kreitenmolenstraat 83  | 51° 36' 35" NB, 5° 8' 50" OL | 0855/312  | Woonhuis                                                               |
| Zuivelfabriek: Sint Isidorus                                           | 1961-1964         |                | Kreitenmolenstraat 149 | 51° 36' 29" NB, 5° 9' 10" OL | 0855/2688 | Zuivelfabriek: Sint Isidorus                                           |
| Boerderij 'Geelhoef'                                                   | 1896              |                | Kuil 37                | 51° 36' 24" NB, 5° 7' 2" OL  | 0855/591  | Boerderij 'Geelhoef'                                                   |
| Boerderij                                                              | 4e kwart 19e eeuw |                | Kuil 42                | 51° 36' 29" NB, 5° 7' 35" OL | 0855/592  | Upload foto                                                            |
| Langgevelboerderij                                                     | 1850              |                | Loonse Molenstraat 1a  | 51° 36' 42" NB, 5° 6' 29" OL | 0855/600  | Langgevelboerderij                                                     |
| Langgevelboerderij                                                     | 18e eeuw / 1882   |                | Loonse Molenstraat 2   | 51° 36' 40" NB, 5° 6' 28" OL | 0855/601  | Langgevelboerderij                                                     |
| Mariakapel                                                             | 1946              | Jos. Bedaux    | Schoorstraat 16        | 51° 37' 4" NB, 5° 7' 41" OL  | 0855/2682 | Mariakapel                                                             |
| Boerderij, paardenstal en karloods                                     | 1902 / 1941       |                | Slimstraat 45          | 51° 36' 32" NB, 5° 8' 19" OL | 0855/313  | Upload foto                                                            |
| Woonhuis                                                               | 1920              |                | Slimstraat 70          | 51° 36' 29" NB, 5° 8' 14" OL | 0855/286  | Upload foto                                                            |
| Langgevelboerderij                                                     | 1878 / 1926       |                | Slimstraat 87-89       | 51° 36' 23" NB, 5° 8' 10" OL | 0855/300  | Upload foto                                                            |
| Brandweerkazerne                                                       | 1955              | E. Nijsten     | Van Heeswijkstraat 25  | 51° 36' 30" NB, 5° 8' 42" OL | 0855/2705 | Brandweerkazerne                                                       |
| Wit-Gele Kruisgebouw                                                   | ±1955-1961        | E. Nijsten     | Zeshoevenstraat 29-31  | 51° 36' 28" NB, 5° 8' 43" OL | 0855/2707 | Upload foto                                                            |
| Landbouwhuishoudschool, De Peppel                                      | 1957-1961         | E. Nijsten     | Zeshoevenstraat 36     | 51° 36' 28" NB, 5° 8' 40" OL | 0855/2706 | Landbouwhuishoudschool, De Peppel                                      |

's-Hertogenbosch ·
Alphen-Chaam ·
Altena ·
Asten ·
Baarle-Nassau ·
Bergeijk ·
Bergen op Zoom ·
Bernheze ·
Best ·
Bladel ·
Boekel ·
Boxtel ·
Cranendonck ·
Deurne ·
Dongen ·
Drimmelen ·
Eersel ·
Eindhoven ·
Etten-Leur ·
Lijst van gemeentelijke monumenten in Geertruidenberg ·
Geldrop-Mierlo ·
Gemert-Bakel ·
Gilze en Rijen ·
Goirle ·
Halderberge ·
Heeze-Leende ·
Helmond ·
Heusden ·
Hilvarenbeek ·
Laarbeek ·
Land van Cuijk ·
Maashorst ·
Meierijstad ·
Moerdijk ·
Nuenen, Gerwen en Nederwetten ·
Oirschot ·
Oisterwijk ·
Oosterhout ·
Oss ·
Reusel-De Mierden ·
Roosendaal ·
Someren ·
Son en Breugel ·
Lijst van gemeentelijke monumenten in Steenbergen ·
Tilburg ·
Valkenswaard ·
Vught ·
Waalre ·
Waalwijk ·
Woensdrecht ·
Zundert